# William Dixon
William Dixon (1760 - 1825) fou un compositor i organista anglès. Publicà una col·lecció de música religiosa escollida entre la de les millors dels mestres anglesos. A més escrigué An essay and concise introduction to singing i una col·lecció de cançons angleses.